# Prez-vers-Siviriez
Prez-vers-Siviriez (toponimo francese) è una frazione di 302 abitanti del comune svizzero di Siviriez, nel Canton Friburgo (distretto della Glâne).

## Storia

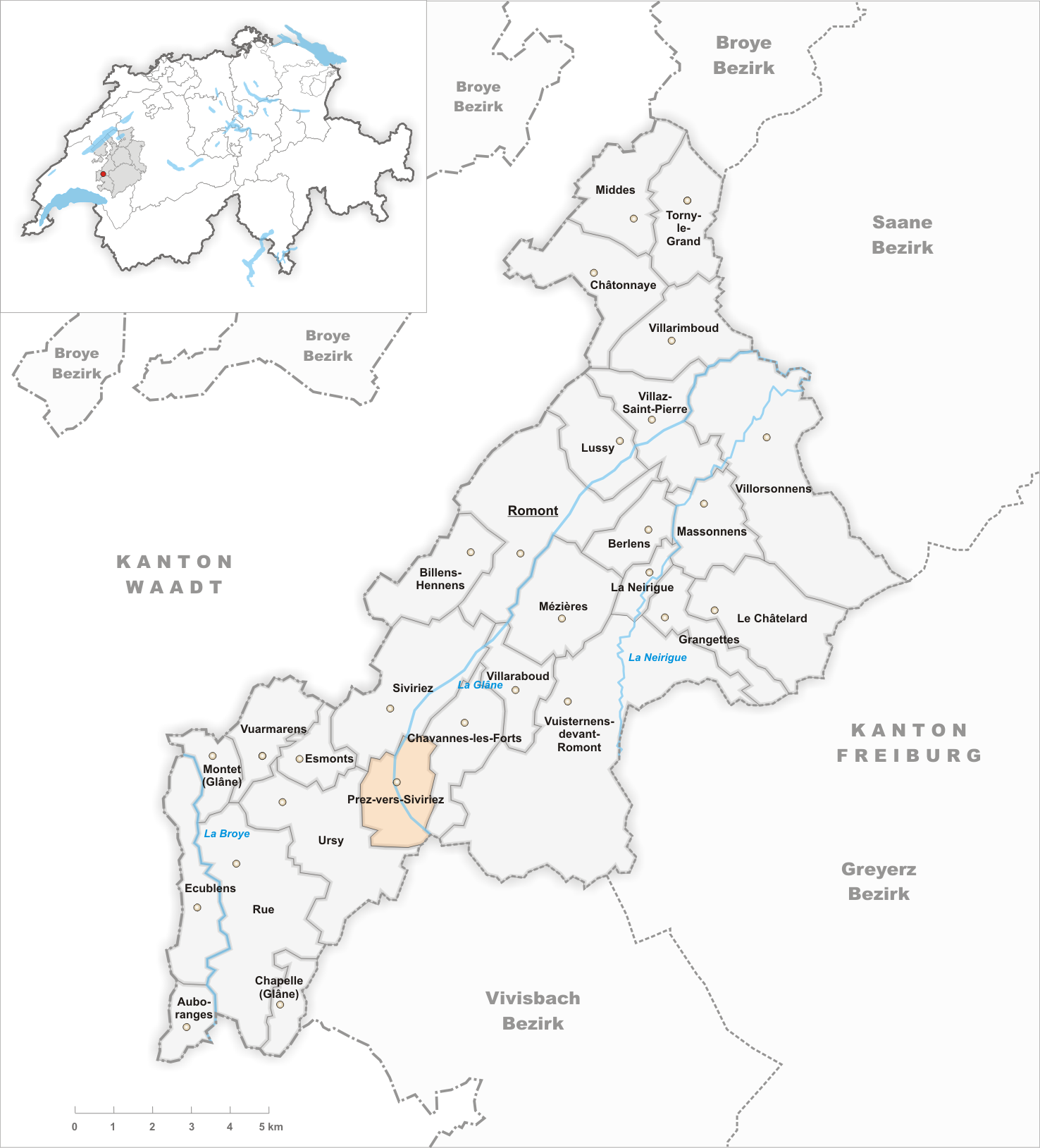
Il territorio del comune di Prez-vers-Siviriez prima degli accorpamenti comunali del 2004

Già comune autonomo che comprendeva anche la frazione di Les Chaussets, nel 2004 è stato accorpato a Siviriez assieme agli altri comuni soppressi di Chavannes-les-Forts e Villaraboud.

## Monumenti e luoghi d'interesse
- Cappella cattolica della Santa Croce, eretta nel 1770[1].

## Società

### Evoluzione demografica
L'evoluzione demografica è riportata nella seguente tabella:
Abitanti censiti

## Amministrazione
Ogni famiglia originaria del luogo fa parte del comune patriziale che ha la responsabilità della manutenzione di ogni bene comune.